# رستن (منیتوبا)
رستن (به انگلیسی: Reston) یک منطقهٔ مسکونی در کانادا است که در Division No. 6 واقع شده‌است. رستن ۵٫۳۴ کیلومتر مربع مساحت و ۵۶۹ نفر جمعیت دارد.